# Dare mo Mamotte Kurenai
Dare mo Mamotte Kurenai (誰も守ってくれない) é um filme de drama japonês de 2008 dirigido e escrito por Ryoichi Kimizuka. Foi selecionado como representante do Japão à edição do Oscar 2009, organizada pela Academia de Artes e Ciências Cinematográficas.

## Elenco
- Kôichi Satô: Takumi Katsuura
- Mirai Shida: Saori Funamura
- Ryûhei Matsuda: Shogo Mishima
- Yuriko Ishida: Kumiko Honjo
- Kuranosuke Sasaki: Takaharu Umemoto
- Shirô Sano: Ichiro Sakamoto
- Kanji Tsuda: Koichi Inagaki
- Yoshino Kimura: Reiko Onoue
- Toshirô Yanagiba: Keisuke Honjo